# Christine Mayn
Christine Mayn Mayr (Renon, 1º marzo 1962) è un'attrice italiana di lingua tedesca, di teatro e della televisione.
Attrice teatrale originaria della provincia di Bolzano, lavora nella televisione tedesca e austriaca, ed ha preso parte a molti film e serie televisive, come Stadtklinik, Il nostro amico Charly, Lady Cop, Rosamunde Pilcher, Balko e Fieber - Ärzte für das Leben, ma la sua interpretazione più significativa è stata in Die verkaufte Heimat del 1997, diretto dalla regista austriaca Karin Brandauer.
È sposata con l'attore-regista televisivo tedesco Nick Wilder.